# Lauren Lappin
Lauren Lappin (* 26. Juni 1984 in Anaheim, Kalifornien) ist eine US-amerikanische Softballspielerin.

## Leben
Lappin wuchs in Anaheim auf und besuchte die Loara High School. Lappin studierte an der Stanford University bis 2006 Amerikanistik. Sie spezialisierte sich sportlich auf die Sportart Softball, wo sie in den Positionen Shortstop und Catcher spielte. Lappin gewann bei den Olympischen Sommerspielen 2008 mit der US-amerikanischen Olympiamannschaft die Silbermedaille im Softball. 2010 schloss sie sich der Softballmannschaft National Pro Fastpitch für die USSSA Pride an. 2014 wechselte sie zur Softballmannschaft Pennsylvania Rebellion. 2015 beendete sie ihre Karriere als professionelle Softballspielerin. An der Roosevelt University ist sie als Trainer für Softball tätig. Lappin lebt offen homosexuell in den Vereinigten Staaten.

## Erfolge (Auswahl)
- 2008: Silbermedaille bei den Olympischen Sommerspielen